# Anarquismo contemporâneo

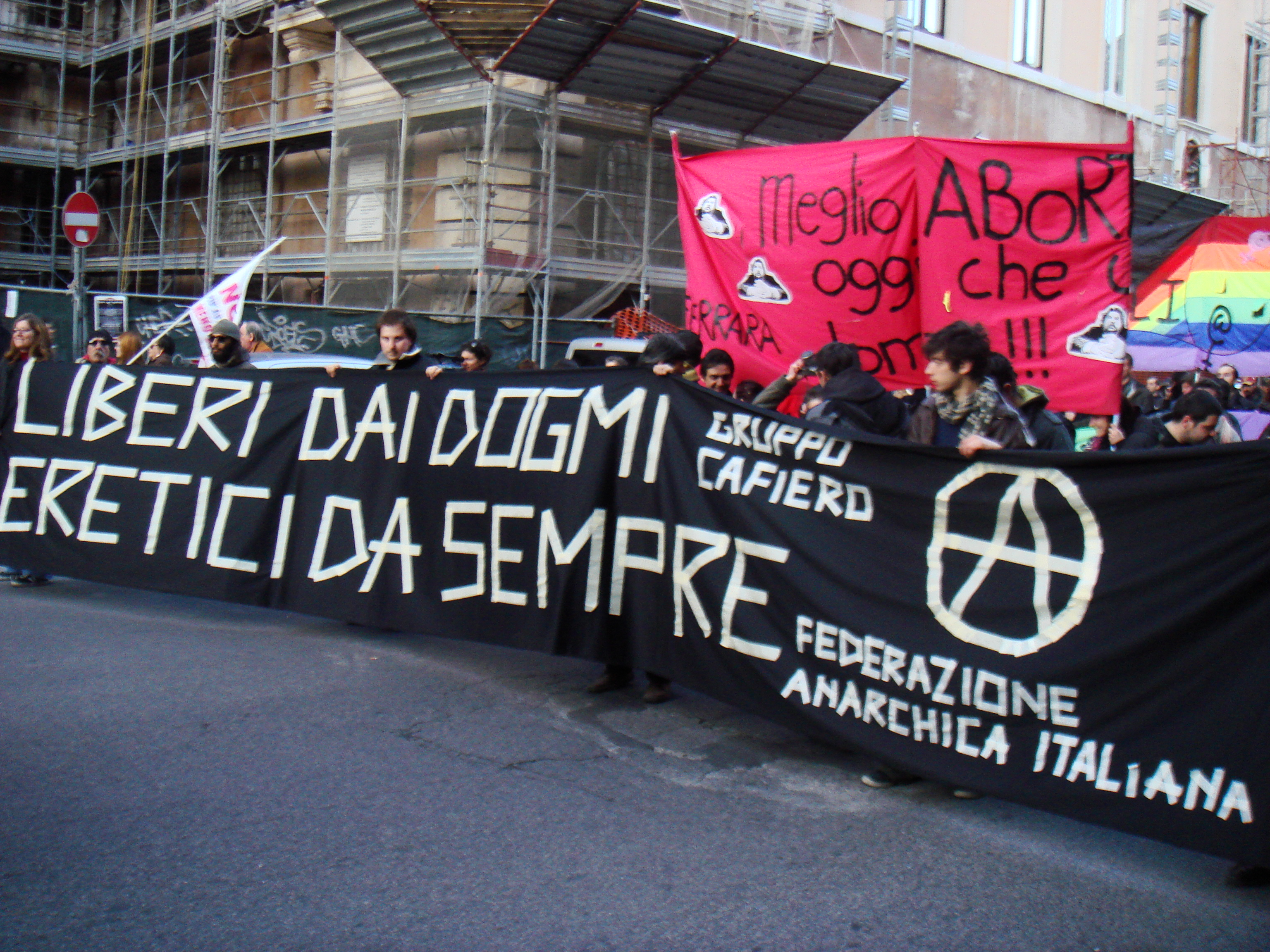
Membros contemporâneos da Federação Anarquista Italiana marchando em Roma em 2008 em uma manifestação anticatólica (o texto pode ser traduzido como "livres de dogmas, sempre hereges")

O anarquismo contemporâneo é uma reconfiguração do anarquismo clássico em resposta às realidades políticas, sociais e econômicas do presente. Surgido com força no período pós-1960 e especialmente após a queda da União Soviética, caracteriza-se pela rejeição de estruturas hierárquicas e pelo compromisso com valores como antiautoritarismo, anticapitalismo, apoio mútuo, descentralização e horizontalidade.
Como ideologia política, o anarquismo se opõe a todo tipo de hierarquia e dominação, seja ela política, econômica, social ou cultural, como o Estado, o capitalismo, as instituições religiosas, o racismo e o sexismo. Por consequência, suas práticas muitas vezes se sobrepõem a movimentos mais amplos, como lutas pela justiça global, antifascistas, feministas, ambientalistas e queer.
Desde o último terço do século XX, anarquistas têm se envolvido em movimentos estudantis de protesto, movimentos pacifistas e antiglobalização, entre outros. Organizações anarquistas tradicionais continuam a existir ao redor mundo e, nos anos recentes, o anarquismo como filosofia política ganhou um perfil mais bem definido como resultado do movimento antiglobalização.

## Visão geral
O anarquismo foi influente na contracultura da década de 1960 e os anarquistas participaram ativamente dos protestos de 1968 envolvendo revoltas de estudantes e trabalhadores. Em 1968, a Internacional das Federações Anarquistas foi fundada durante uma conferência anarquista internacional realizada em Carrara pelas três federações europeias existentes, a saber, a Federação Anarquista Francesa, a Federação Anarquista Ibérica e a Federação Anarquista Italiana, bem como a Federação Anarquista Búlgara no exílio francês. No Reino Unido, durante a década de 1970, isso foi associado ao movimento punk rock, exemplificado por bandas como Crass (pioneiros do subgênero anarco-punk).
Desde o renascimento do anarquismo em meados do século XX, uma série de novos movimentos e escolas de pensamento surgiram. Embora as tendências feministas sempre tenham feito parte do movimento anarquista na forma de anarcofeminismo, elas retornaram com vigor durante a segunda onda do feminismo na década de 1960. O movimento americano pelos direitos civis e o movimento de oposição à Guerra do Vietnã também contribuíram para o renascimento do anarquismo norte-americano. O anarquismo europeu do final do século XX extraiu grande parte de sua força do movimento operário e ambos incorporaram o ativismo pelos direitos dos animais.
O antropólogo David Graeber e o historiador Andrej Grubačić propuseram uma ruptura entre gerações de anarquismo, com aqueles "que muitas vezes ainda não abandonaram os hábitos sectários" do século XIX em contraste com os ativistas mais jovens que são "muito mais informados, entre outros elementos, por ideias indígenas, feministas, ecológicas e culturalmente críticas" e que, na virada do século XXI, formavam "de longe a maioria" dos anarquistas.

## "Quinta onda do anarquismo"
A quinta onda é caracterizada pelo momento posterior ao colapso do modelo socialista soviético e pela generalização do neoliberalismo ao redor do mundo. O fim da União Soviética possibilitou a reorganização do movimento anarquista em vários países do antigo bloco e movimentos antes clandestinos tornaram-se públicos; na América Latina, o fim das ditaduras também fez com que fosse possível a rearticulação dos anarquistas; bem como o fim do apartheid na África do Sul e o fim das ditaduras na Ásia e no Leste Europeu. Na quinta onda, configurou-se a influência anarquista minoritária no campo da esquerda em geral, e das lutas populares em particular, ainda que a queda do Muro de Berlim e o fim da União Soviética tenham proporcionado uma potencialização do anarquismo nos países então socialistas. Também permaneceram as questões que chegaram com a influência da Nova Esquerda e diversos setores do movimento anarquista vêm enfatizando a necessidade de os anarquistas retomarem o protagonismo em movimentos sociais e lutas populares.
A quinta onda continuou a ser marcada pelas iniciativas internacionais precedentes como a IFA e a AIT anarcossindicalista; entre as novas iniciativas internacionais, destaca-se o projeto Anarkismo.net, criado em 2005 e que reúne, em torno de um site, organizações plataformistas de diversas partes do mundo. Com o advento da internet, surgiram fóruns de discussão e projetos para divulgação de notícias, como o Centro de Mídia Independente (CMI) e o A-Infos; também passaram a ser articuladas em diversos países Feiras do Livro Anarquistas.
Os anarquistas também tiveram papel relevante no movimento antiglobalização, entre os meados da década de 1990 e o início da década de 2000, e estiveram articulados, em grande medida, na Ação Global dos Povos, criada em 1998. Com o foco das mobilizações em torno da luta contra o neoliberalismo, o movimento desdobrou-se em protestos massivos em todo o mundo, contra instituições como a Organização Mundial do Comércio (OMC), o Banco Mundial, o Fundo Monetário Internacional (FMI) e também contra acordos como o Tratado Norte-Americano de Livre Comércio (NAFTA) e a Área de Livre Comércio das Américas (ALCA), além de manifestações contra as guerras promovidas pelos Estados Unidos no Oriente Médio. Durante esses protestos, a tática black bloc ganhou popularidade.
Na Europa, os anarquistas continuam investindo em iniciativas sindicais e em organizações específicas anarquistas; na Grécia em especial, desde 1990, vem crescendo uma tradição insurrecionalista. Outro país que viu um ressurgimento da tradição insurrecionalista foi a Itália, com o surgimento da Federação Anarquista Informal (FAI/FRI), inspirada pelas ideias de Alfredo Bonanno. Com o fim do regime soviético, destaca-se o surgimento e o crescimento de organizações na Polônia, Tchecoslováquia e na própria Rússia, além da Armênia, Bielorrússia, Cazaquistão e Ucrânia.
Nas Américas, o anarquismo foi significativamente marcado pelo movimento antiglobalização. Nos Estados Unidos, os protestos contra o encontro da OMC em Seattle destacaram-se como um dos mais significativos eventos com participação anarquista durante o movimento antiglobalização. Também destacou-se a participação dos anarquistas no movimento Occupy Wall Street em 2011. No México, o Exército Zapatista de Libertação Nacional, de significativa influência anarquista, realizou um levante em 1994, e após a revolta, formaram-se vários grupos anarquistas de apoio aos zapatistas no país; em 2006, os anarquistas mexicanos também participaram da rebelião de Oaxaca em 2006, onde, a partir de uma greve de 70 mil professores, articularam-se trabalhadores sindicalizados, camponeses e estudantes na luta contra o governo de Ulises Ruiz Ortiz, estabelecendo a Asamblea Popular de los Pueblos de Oaxaca (APPO), que tomou prédios públicos, estabeleceu organizações de mulheres, como a Comisión de Mujeres de Oaxaca, tomou rádios e televisões e terminou sendo duramente reprimida pelo governo.
Na região sul do continente, destacou-se a influência da FAU na difusão do especifismo, auxiliando no estabelecimento de organizações anarquistas em outros países, como no Brasil, com a Federação Anarquista Gaúcha (FAG) e a Federação Anarquista do Rio de Janeiro (FARJ). Organizações especifistas também foram fundadas na Argentina e no Chile. Essas organizações vêm tendo participação relevante, ainda que na maioria dos casos minoritária, em movimentos sociais do continente, dentre os quais se encontram sindicatos, associações comunitárias e de bairro, movimentos rurais, de estudantes, desempregados, sem-teto, sem-terra e outros; dentre as grandes mobilizações ocorridas na América do Sul que contaram com participação anarquista relevante, destacam-se as manifestações de 2001 na Argentina, em resposta à crise econômica que assolava o país; as mobilizações estudantis em 2006 no Chile e as manifestações de 2013 no Brasil.
Na África, experiências baseadas no sindicalismo revolucionário têm tido relevância, bem como a formação de organizações específicas anarquistas como a Zabalaza Anarchist Communist Front (ZACF), na África do Sul.
No Oriente Médio, o anarquismo surgiu na Turquia durante a década de 1990, com a criação de grupos como a Anarchist Youth Federation (AGF), Anatolian Anarchists (AA) e o Karasin Anarchist Group (KAG); o anarquismo ganhou também influência entre os curdos e tanto no norte da África como no Oriente Médio os anarquistas tiveram participação significativa na chamada Primavera Árabe. Anarquistas vindos de diversos países, mas principalmente da Turquia e da Grécia, mantém uma participação na frente curda da Guerra Civil Síria como voluntários internacionais. Essa participação se dá dentro de organizações anarquistas que compõe o Batalhão Internacional da Liberdade, como a União Revolucionária para a Solidariedade Internacionalista (ΕΣΔΑ), a Luta Anarquista (TA) e as antigas Forças Guerrilheiras Internacionais e Revolucionárias do Povo (IRPGF), ou como participação individual dentro de outras frentes internacionais não-anarquistas, como a montada pelo Partido Comunista Marxista-Leninista (MLKP). Algumas ideias do teórico anarquista Murray Bookchin influenciaram o desenvolvimento do Confederalismo democrático de Abdullah Öcalan, que atualmente serve de orientação política para o Partido dos Trabalhadores do Curdistão.